# Wereldkampioenschappen synchroonzwemmen 1998 – Team vrouwen
Het team vrouwen tijdens de wereldkampioenschappen synchroonzwemmen 1998 vond plaats in Perth, Australië.

## Uitslag
De eerste twaalf teams, hier aangegeven met groen, gingen door naar de finale.
| Rang   | Naam | Land             | Kwalificatie | Kwalificatie | Finale        | Finale        |
| Rang   | Naam | Land             | Punten       | Rang         | Punten        | Rang          |
| ------ | --- | ---------------- | ------------ | ------------ | ------------- | ------------- |
| Goud   | Olga Sadakova Maria Kiseljova Anna Joerjajeva Olga Medvedeva Olga Broesnikina Jelena Azarova Olga Novoksjtsjenova Aleksandra Vassina Jelena Barantseva Anna Maslova   | Rusland          | 98,6670      | 1            | 99,3170       | 1             |
| Zilver | Raika Fujii Yoko Isoda Miho Kawabe Mika Kawabe Rei Jimbo Akiko Miyazaki Riho Nakajima Miya Tachibana Miho Takeda Yuko Yoneda                                          | Japan            | 97,8000      | 2            | 98,1040       | 2             |
| Brons  | Carrie Barton Kara Duncan Bridget Finn Tracie Gayeski Rebecca Jasontek Tina Kasid Kristina Lum Emily Marsh Elicia Marshall Kim Wurzel                                 | Verenigde Staten | 97,4670      | 3            | 96,8290       | 3             |
| 4      | Claire Carver-Dias Jessica Chase Valérie Hould-Marchand Kasia Kulesza Fanny Létourneau Kirstin Normand Jacinthe Taillon Lesley Wright Lyne Beaumont Catherine Garceau | Canada           | 96,2670      | 4            | 96,6870       | 4             |
| 5      | Anges Berthet Virginie Dedieu Julie Fabre Rachel Le Bozec Myriam Lignot Delphine Marechal Charlotte Massardier Magali Rathier Chaty Geoffroy Isabelle Manable         | Frankrijk        | 96,1330      | 5            | 96,5670       | 5             |
| 6      | Giada Ballan Serena Bianchi Mara Brunetti Brunella Carrafelli Chiara Cassin Maurizia Cecconi Alessia Lucchini Letizia Nuzzo Giovanna Burlando Alice Dominici          | Italië           | 93,8000      | 7            | 94,7540       | 6             |
| 7      | Fu Yuling Hou Yingshu Jin Na Li Fei Li Yuanyuan Wang Fang Xia Ye Zhang Xiaohuan Li Min Long Yan                                                                       | China            | 94,2000      | 6            | 94,5900       | 7             |
| 8      | Choi Yu-jin Chung Soo-youn Jang Yun-gyeong Kim Min-jeong Kim Min-hee Koh Yun-ah Son Ho-kyung Yu Na-mi Jung Yoo-sook Lee Ju-young                                      | Zuid-Korea       | 92,6000      | 8            | 93,3800       | 8             |
| 9      | Andrea Gantenbein Gabi Hess Rahel Hobi Olivia Imfeld Madeleine Perk Rara Reidt Corinne Rüegg Monica Weder Stéphanie Fontana Belinda Schmid                            | Zwitserland      | 90,2000      | 9            | 91,8900       | 9             |
| 10     | Raquel Alcoba Gemma Mengual Cristina Miralles Ana Montero Gisela Morón Irina Rodríguez Ione Serrano Paola Tirados Anna Rabanal Anna Vives                             | Spanje           | 90,0000      | 10           | 91,5600       | 10            |
| 11     | Juliana Chicralla Ticiana Cremona Camile de Oliveira Milena Leão Juliana Martins Fernanda Monteiro Carolina Moraes Isabela Moraes Marina Pazikas Suzanne da Silva     | Brazilië         | 89,8670      | 11           | 90,9490       | 11            |
| 12     | Tracey Davis Kelly Geraghty Emily Griffiths Dannielle Liesch Irena Olevsky Katrina Orpwood Cathryn Wightman Naomi Young Lana Ireland                                  | Australië        | 88,1330      | 13           | 89,5210       | 12            |
| 13     | Fifi Arp Sandra Dijkzeul Sylvia Donker Chantal Fontaine Annemiek Kok Iris Sentrop Bianca van der Velden Sonja van der Velden Aranka van Ravenswaaij Lisette Visser    | Nederland        | 88,4000      | 12           | Uitgeschakeld | Uitgeschakeld |
| 14     | Valerija Tsjetsjel Maryna Cholod Natalija Klymenko Maryna Krykoenova Anna Martinjoek Iryna Roednytska Darija Sjemjakina Olesia Zajtseva Oeljana Moro                  | Oekraïne         | 86,9330      | 14           | Uitgeschakeld | Uitgeschakeld |
| 15     | Nora Boboková Martina Dujsíková Veronika Feriancová Zuzana Holbová Katarína Irová Adriana Lojová Lucia Ondrušová Ivana Zozuľáková                                     | Slowakije        | 80,2000      | 15           | Uitgeschakeld | Uitgeschakeld |
| 16     | Jacquelyn Chan Suzanna Ghazali Bujang Victoria John Hazrina Sofian Tan Choulyin Irene Wong Jessie Wong Sally Wong                                                     | Maleisië         | 75,6000      | 16           | Uitgeschakeld | Uitgeschakeld |
| 17     | Gabi Christie Lauren Curtis Leigh-Anne Hutton Jane Kurz Kirsten Morris Jade Peters Anne Small Judi-Ann van Niekerk Lauren Adams                                       | Zuid-Afrika      | 73,6670      | 17           | Uitgeschakeld | Uitgeschakeld |